# NK Šalovci
Nogometni klub Šalovci (tiếng Việt: Câu lạc bộ bóng đá Šalovci), thường hay gọi NK Šalovci hoặc đơn giản Šalovci, là một câu lạc bộ bóng đá Slovenia thi đấu tại sân vận động có sức chứa 275 chỗ ngồi ở làng Šalovci. Câu lạc bộ được thành lập năm 1976 và có màu sắc đỏ và trắng white colours. Đội bóng thi đấu ở 2. MNL, hạng thứ sáu của hệ thống giải bóng đá Slovenia.

## Danh hiệu
- Giải bóng đá hạng năm quốc gia Slovenia: 1

2006-07

## Lịch sử giải đấu kể từ năm 2001
| Mùa giải | Giải vô địch               | Thứ hạng |
| -------- | -------------------------- | -------- |
| 2001-02  | 2. MNL (cấp độ 5)          | thứ 3    |
| 2002-03  | 2. MNL (cấp độ 5)          | thứ 3    |
| 2003-04  | 1. MNL (cấp độ 4)          | thứ 10   |
| 2004-05  | 1. MNL (cấp độ 5)          | thứ 4    |
| 2005-06  | 1. MNL (cấp độ 5)          | thứ 2    |
| 2006-07  | 1. MNL (cấp độ 5)          | thứ 1    |
| 2007-08  | Pomurska League (cấp độ 4) | thứ 3    |
| 2008-09  | Pomurska League (cấp độ 4) | thứ 5    |
| 2009-10  | Pomurska League (cấp độ 4) | thứ 10   |
| 2010-11  | Pomurska League (cấp độ 4) | thứ 12   |
| 2011-12  | Pomurska League (cấp độ 4) | thứ 4    |
| 2012-13  | Pomurska League (cấp độ 4) | thứ 12   |
| 2013-14  | 1. MNL (cấp độ 4)          | thứ 14   |
| 2014-15  | 2. MNL (cấp độ 5)          | thứ 5    |
| 2015-16  | 2. MNL (cấp độ 5)          | thứ 3    |
| 2016-17  | 1. MNL (cấp độ 4)          | thứ 12   |
| 2017-18  | 2. MNL (cấp độ 5)          | thứ 5    |
| 2018-19  | 2. MNL (cấp độ 6)          | thứ 4    |

1. ↑  Creation of the Pomurska League after the season, so they were effectively relegated to the fifth level.
2. ↑  Pomurska League discontinued after the season. They were transferred to 1. MNL.
3. ↑  Reestablishment of the Pomurska League after the season, so they were effectively relegated to the sixth level.